# Diego Cháfer
Diego Cháfer (Valencia, 30 de agosto de 1913 - id., 2 de septiembre de 2007) fue un ciclista profesional español entre 1935 y 1946. 
Durante su carrera deportiva no consiguió muchas victorias, pero sí algunos plazas de honor en carreras como la Vuelta a España, la Volta a Cataluña, la Vuelta a Levante o el Campeonato de España de ciclismo en ruta.

## Palmarés
1939
- 1 etapa de la Vuelta a Cataluña

1940
- 2º Campeonato de España de Ciclismo en Ruta

1942
- 3º Campeonato de España de Ciclismo en Ruta
- 2º en laVuelta a España

1943
- 1 etapa de la Vuelta al Levante

## Resultados en las Grandes Vueltas y Campeonatos del Mundo
| Carrera         | 1934 | 1935 | 1936 | 1937 | 1938 | 1939 | 1940 | 1941 | 1942 | 1943 | 1944 | 1945 | 1946 |
| --------------- | ---- | ---- | ---- | ---- | ---- | ---- | ---- | ---- | ---- | ---- | ---- | ---- | ---- |
| Giro de Italia  | -    | -    | -    | -    | -    | -    | -    | X    | X    | X    | X    | X    | -    |
| Tour de Francia | -    | -    | -    | -    | -    | -    | X    | X    | X    | X    | X    | X    | X    |
| Vuelta a España | X    | -    | -    | X    | X    | X    | X    | Ab.  | 2º   | X    | X    | 7º   | -    |
| Mundial en Ruta | -    | -    | -    | -    | -    | X    | X    | X    | X    | X    | X    | X    | -    |

-: no participa 

Ab.: abandono 